# Classe Suffren (navire de ligne)
Cet article concerne la classe de navires de ligne du XIXe siècle. Pour les autres classes Suffren, voir classe Suffren.
La classe Suffren est une classe de navires de ligne de 90 canons de la Marine Royale française

## Conception
Successeurs désignés des navires de 80 canons de la classe Bucentaure conçus par Jean Tupinier, ils apportent une innovation : ils possèdent une coque droite, au lieu du frégatage qui prévaut alors à l'époque. Cela a pour conséquence de remonter le centre de gravité du navire, mais permet d'avoir plus d'espace de stockage sur les ponts supérieurs. Les problèmes de stabilité sont résolus en rajoutant des stabilisateurs immergés sous la coque.

## Navires
Les navires construits selon ce modèle sont :
- Le Suffren
- L'Inflexible
- Le Bayard
- Le Duguesclin
- Le Breslaw
- Le Jean Bart
- Le Tilsitt
- Le Donawerth
- Le Saint Louis
- L'Alexandre
- Le Fontenoy
- Le Castiglione
- Le Massena

## Source
- (en) Cet article est partiellement ou en totalité issu de l’article de Wikipédia en anglais intitulé « Suffren class ship of the line » (voir la liste des auteurs).